# Amphicaryon ernesti
Amphicaryon ernesti is een hydroïdpoliep uit de familie Prayidae. De poliep komt uit het geslacht Amphicaryon. Amphicaryon ernesti werd in 1954 voor het eerst wetenschappelijk beschreven door Totton. 